# Hieracium daedalolepioides
Hieracium daedalolepioides es una especie de planta con flor del género Hieracium, de la familia Asteraceae, orden Asterales.

## Distribución
Hieracium daedalolepioides se distribuye por Gales.

## Taxonomía
Fue descrita científicamente por (Zahn) Roffey. Fue publicada en H.C.Watson, London Cat. Brit. Pl.